# Otopharynx heterodon
Otopharynx heterodon är en fiskart som först beskrevs av Trewavas, 1935.  Otopharynx heterodon ingår i släktet Otopharynx och familjen Cichlidae. IUCN kategoriserar arten globalt som livskraftig. Inga underarter finns listade i Catalogue of Life.